# Pierre-Yves Polomat
Pierre-Yves Polomat (Fort-de-France, 27 december 1993) is een Frans voetballer die bij voorkeur als linksback speelt. Hij speelt voor Saint-Étienne.

## Clubcarrière
Polomat speelde twee jaar in de jeugd bij Olympique Marseille en twee jaar in de jeugd bij Saint-Étienne. Op 26 september 2012 debuteerde hij voor Les Verts in de Coupe de la Ligue tegen Lorient. Op 31 januari 2014 werd hij uitgeleend aan LB Châteauroux, dat in de Ligue 2 speelt. Acht dagen later viel hij bij zijn debuut tegen CA Bastia geblesseerd uit. Hij verstuikte zijn enkel zwaar en moest twee maanden van de kant toekijken. Zijn wederoptreden volgde pas op 4 april 2014 tegen Clermont Foot. Het daaropvolgende seizoen werd hij uitgeleend aan Stade Lavallois.

## Interlandcarrière
Polomat speelde 5 wedstrijden voor Frankrijk –20. In 2013 won hij met Frankrijk –20 het WK –20 in Turkije. In een team met onder meer Paul Pogba, Geoffrey Kondogbia, Kurt Zouma en Yaya Sanogo versloegen Les Bleus in de finale Uruguay –20 na strafschoppen.

## Erelijst
| Wereldkampioen –20 | 1× | 2013 |

1 Maubleu ·
3 Nadé ·
4 Ekwah ·
5 Abdelhamid ·
6 Bouchouari ·
7 Monconduit ·
8 Appiah ·
9 Sissoko ·
10 Tardieu ·
11 Old ·
14 Mouton ·
16 Fall ·
17 Cornud ·
18 Cafaro ·
19 Pétrot ·
20 Boakye ·
21 Batubinsika ·
22 Davitasjvili ·
23 Briançon  ·
25 Wadji ·
26 Fomba ·
27 Maçon ·
28 Miladinović ·
29 Moueffek ·
30 Larsonneur ·
32 Stassin ·
Coach: Dall'Oglio